# Серія анекдотів про мертвих немовлят
Серія анекдотів про мертвих немовлят (англ. The Dead Baby Joke Cycle) — цикл анекдотів, що виник в США на початку 1960-х років та існував до кінця 1970-х років. Анекдоти, що формують цілу серію, є різновидом чорного гумору, зазвичай мають форму загадки і починаються з питання «що».

## Приклади
Питання: Що це: червоне і сидить у кутку?
Відповідь: Немовля, що поїдає леза для гоління.
Питання: Що це: зелене і сидить у кутку?
Відповідь: Те ж немовля через два тижні.
Питання: Що це: маленьке, чорненьке, об скло б'ється?
Відповідь: Дитина в духовці.
Питання: Що простіше: розвантажувати вагон з піском або вагон з мертвими немовлятами?
Відповідь: Вагон з мертвими немовлятами, тому що його можна розвантажувати вилами.

## Походження
Анекдоти про мертвих немовлят є відображенням  американської культури 60-70-х років XX століття. Як і при будь-якій інтерпретації фольклорних текстів, точно вказати причини виникнення даного циклу неможливо.
 Алан Дандес  в своїй роботі, присвяченій даному циклу, зазначає, що найбільш явною причиною виникнення подібних анекдотів є спроба «олюднити» почуття провини і тим самим санкціонувати вчинення абортів і використання протизаплідних засобів, що актуально для спроб легалізувати аборти і для зростаючої доступності протизаплідних засобів, що припадають на період популярності даного циклу анекдотів.
Також, на думку А. Дандеса, можливою причиною можуть бути спроби витіснити з масової свідомості сцени бойових дій відомих за численними репортажами про війну у В'єтнамі.
Дослідник також вказує, що у деяких анекдотів є расистський підтекст. Відповідно до законів фольклорного мислення, що робить бажане дійсним, знищуються виключно «кольорові» немовлята. Підтвердженням є й те, що моделлю анекдотів про мертвих немовлят стали анекдоти про слонів, за допомогою яких звичайно виражалася неприязнь білого населення до афроамериканців.